# Vasily Zavoyko
Vasili Stepánovich Zavoyko (del ruso: Василий Степанович Завойко) Gobernación de Poltava, 15 de julio de 1809 — Baltsky Uyezd, 16 de febrero de 1898) fue un almirante de la Armada Imperial Rusa.

## Biografía
Zavoyko nació en una familia noble, en 1827 tomó parte en la batalla de Navarino, y en 1835-38 realizó dos veces la circunnavegación de la Tierra.
En 1840 se convirtió en un empleado de la Compañía ruso-americana, y pronto se convirtió en director del puerto de Ojotsk. Consideraba que el puerto era incómodo para el comercio, ya que estaba demasiado lejos de la cuenca del río Lena y abogó por trasladar el puerto de la Compañía a Ayán. Durante su exploración Zavoyko descubrió el estuario del Amur (la exploración fue continuada después por Gennadi Nevelskói, que demostró que el estrecho de Tartaria no era un golfo como se creía en la época, sino que en realidad se trataba de un estrecho marino que conectaba con el estuario del río Amur por el estrecho que ahora lleva su nombre, el estrecho de Nevelskói). Los informes de Zavoyko acerca de la importancia potencial del río dieron lugar a la expedición de 1846 para estudiar el Amur y, en última instancia, a la incorporación del moderno krai de Primorsky en Rusia, anexión de Amur.
En 1850, fue nombrado gobernador de Kamchatka y comandante del puerto de Petropávlovsk. Bajo el gobierno de Zavoyko, Kamchatka se amplió para incluir un muelle, una fundición, y un nuevo cuartel del ejército. Zavoyko también alentó la expansión agrícola, instando a cada hogar para sostenerse con el cultivo de patata. Estos esfuerzos, sin embargo, sirvieron de poco para mejorar el bajo nivel económico y cultural de la región.
En 1854, durante la Guerra de Crimea, Zavoyko dirigió la exitosa defensa contra el sitio de Petropávlovsk por los tropas aliadas franco-británicas al mando de los contraalmirantes David Powell Price y Fevrier Despointes. Zavoyko logró repeler a las fuerzas aliadas superiores e incluso capturó la bandera británica.
En el invierno de 1855, Zavoyko estuvo a cargo de la transferencia de la principal base naval rusa en el Pacífico desde Petropávlovsk al estuario del Amur. La flota fue capaz atravesar los mares helados y la flota enemiga superior que les esperaba cerca de la entrada del Amur. En dos meses, los marineros construyeron la ciudad de Nikoláyevsk del Amur  que sirvió de base para la flota.
En 1856, Zavoyko regresó a San Petersburgo, donde se desempeñó como Auditor General Naval.
Casado con Juliana Wrangell, tuvo 11 hijos: cinco hijos y seis hijas.

## Condecoraciones
- Caballero de la Orden de San Alejandro Nevski.
- Caballero de la Orden del Águila Blanca.
- Caballero de cuarta clase de la Orden de San Jorge.
- Caballero de segunda clase de la Orden de San Vladimiro.
- Caballero de primera clase de la Orden de San Estanislao.